# J̴
Cette page contient des caractères spéciaux ou non latins. S’ils s’affichent mal (▯, ?, etc.), consultez la page d’aide Unicode.
Le j tilde inscrit ou j tilde médian, j̴, est un symbole de l’alphabet phonétique international. Il est composé d’un J ‹ j › diacrité d’un tilde médian.

## Utilisation
Dans l’alphabet phonétique international, [j] représente une consonne spirante palatale voisée vélarisée ou pharyngalisée, respectivement aussi représentée par /jˠ/ et /jˤ/.
Manfred Woidich utilise un j tilde inscrit dans une description de l’arabe cairote de 2006 dans l’Encyclopedia of Arabic Language and Linguistics pour illustrer la propagation de l’emphase dans abyaḍ [ʔɑᵬj̴ɑᵭ] « blanc » ou l’assimilation de voisement dans yifḍal [ˈjiv̴ᵭɑl] « il reste ».

## Représentations informatiques
Le j tilde médian peut être représenté avec les caractères Unicode (latin étendu – 1, diacritiques) suivants :
| formes    | représentations | chaînes de caractères | points de code | descriptions                                       | notes |
| --------- | --------------- | --------------------- | -------------- | -------------------------------------------------- | ----- |
| minuscule | j̴               | j◌̴                    | U+006A U+0334  | lettre minuscule latine j diacritique tilde médian |       |